# Purpurticka
Purpurticka (Ceriporia purpurea) är en svampart som först beskrevs av Elias Fries, och fick sitt nu gällande namn av Donk 1971. Enligt Catalogue of Life ingår Purpurticka i släktet Ceriporia,  och familjen Phanerochaetaceae, men enligt Dyntaxa är tillhörigheten istället släktet Ceriporia,  och familjen Hapalopilaceae. Arten är reproducerande i Sverige. Inga underarter finns listade i Catalogue of Life.